# Wapen van Rottevalle

Wapen van Rottevalle

Het wapen van Rottevalle is het dorpswapen van het Nederlandse dorp Rottevalle, in de Friese gemeente Smallingerland. Het wapen werd in 2014 geregistreerd.

## Beschrijving
De blazoenering van het wapen luidt als volgt:
In groen een zilveren punt, aan weerszijden vergezeld van een zilveren turf en beladen met de rode voorgevel van de dorpskerk met blauwe spits, zilver geopend en verlicht; in een golvend rood schildhoofd twee ineen geslagen zilveren handen met mouwen. Wapenspreuk UT DE LITS WEI OMHEECH in zilveren letters op een rood lint.
De heraldische kleuren zijn: sinopel (groen), zilver (zilver), keel (rood) en azuur (blauw).

## Symboliek
- Zilveren punt: deelt het schild in drieën daar het dorpsgebied eertijds tot de gemeenten Tietjerksteradeel, Achtkarspelen en Smallingerland behoorde.[1]
- Zilveren turven: staan voor de vervening waar het dorp door ontstaan is.[1]
- Rood schildhoofd: de rode kleur duidt op de heide die aanwezig was op het hoogveen. De golvende rand verwijst naar de Lits die door het dorp stroomt.[1]
- Ineengeslagen handen: symboliseren de gezamenlijke vervening door "compagnons". De kleur zilver staat voor de winst die hieruit voortkwam.[1]
- Kerkgebouw: ontleend aan het wapen van Achtkarspelen.[1]
- Klaverblad: symbool voor de landbouw rond het dorp.[1]

## Zie ook

Vlag van Rottevalle